# Markus Karl
Markus Karl (Vilsbiburg, 1986. február 14. –) német labdarúgó, 2013 óta az 1. FC Kaiserslautern középpályása.

## Klubcsapatokban
Karl a helyi TSV Vilsbiburg csapatában kezdte pályafutását. 2003-ban került az SpVgg Greuther Fürth utánpótlásába. 2005-ben ingyen igazolt a Hamburger SV csapatába. Itt jobbára a tartalékcsapatban kapott lehetőséget, az élvonalban mindössze 5 meccsen játszott. 2007. január 31-én visszatért a Fürthhöz. Egy év múlva kölcsönadták az FC Ingolstadt 04-nek, ahová aztán végleg is került. 2011-ben az 1. FC Union Berlin játékosa lett. 2013-ban ismét váltott, az 1. FC Kaiserslauternbe igazolt.